# Emile Erasmus
Emile Erasmus (né le 3 avril 1992 à Pretoria) est un athlète sud-africain, spécialiste des épreuves de sprint.

## Biographie
Il remporte la médaille d'or du relais 4 × 100 mètres lors des championnats d'Afrique 2016, à Durban, en compagnie de Wayde van Niekerk, Akani Simbine et Tlotliso Leotlela. 
Le 1er juillet 2018, à La Chaux-de-Fonds, Emile Erasmus porte son record à 10 s 01 (+ 0,2 m/s). 

## Palmarès
| Date | Compétition                    | Lieu       | Résultat | Épreuve   | Temps        |
| ---- | ------------------------------ | ---------- | -------- | --------- | ------------ |
| 2011 | Championnats d'Afrique juniors | Gaborone   | 3e       | 100 m     | 10 s 70      |
| 2016 | Championnats d'Afrique         | Durban     | 1er      | 4 × 100 m | 38 s 84      |
| 2018 | Jeux du Commonwealth           | Gold Coast | 2e       | 4 × 100 m | 38 s 24 (NR) |
| 2018 | Championnats d'Afrique         | Asaba      | 1er      | 4 x 100 m | 38 s 25      |
| 2022 | Championnats du monde          | Eugene     | 6e       | 4 × 100 m | 38 s 10      |

## Records
| Épreuve | Temps               | Lieu              | Date             |
| ------- | ------------------- | ----------------- | ---------------- |
| 100 m   | 10 s 01 (+ 0,2 m/s) | La Chaux-de-Fonds | 1er juillet 2018 |